# William Dennison (politico)
William Dennison Junior (Cincinnati, 23 novembre 1815 – Columbus, 15 giugno 1882) è stato un politico statunitense.

## Biografia
Fu il ventunesimo direttore generale delle poste degli Stati Uniti durante la presidenza di Abraham Lincoln (sedicesimo presidente) e la presidenza di Andrew Johnson (diciassettesimo presidente)
Nato nello stato dello stato dell'Ohio, dopo aver studiato all'università di Miami, con altri organizzò la costruzione della ferrovia della Val Hocking. Nel 1840 sposò Anne Eliza Neil, figlia dell'uomo d'affari William Neil. I due ebbero sette figli, fra cui William Dennison Neil, militare pluridecorato.
Fra le altre cariche importanti che ha ricoperto quella di 24º governatore dell'Ohio